# Storm Constantine
Pour les articles homonymes, voir Constantine.
Œuvres principales
- Série Les Wraeththu

Storm Constantine, née le 12 octobre 1956 et morte le 14 janvier 2021, est un écrivain britannique de fantasy et de science-fiction. Son style luxuriant se développe dans des romans fleuve souvent sous forme de trilogie qui explorent les mondes de l’occulte et du fantastique.

## Biographie
L'œuvre principale de Storm Constantine est la série Les Wraeththu, un univers surnaturel où des êtres hermaphrodites reconstruisent une société sur les restes de la civilisation humaine. 
Les trilogies des Grigori et de Magravandias nous plongent dans des univers magiques et psychologiques où les relations entre personnages, les concepts de pouvoir et les sentiments sont développés avec précision.
Elle s’est aventurée également dans le monde des vampires avec un des ouvrages les plus poétiques sur le sujet, Burying the Shadow traduit en français en deux volumes sous les titres de Enterrer l’ombre et Exhumer l’ombre. 
Depuis 2003, elle dirige sa propre maison d’édition, Immanion Press, qui s’applique à développer le genre fantasy, les thrillers et les romans d’horreur, à faire connaître des nouveaux auteurs et à publier des ouvrages épuisés. 

## Œuvres

### SérieLes Wraeththu

#### Wraeththu Chronicles
1. (en) The Enchantments of Flesh and Spirit, 1987
2. (en) The Bewitchments of Love and Hate, 1988
3. (en) The Fulfilments of Fate and Desire, 1989

#### Wraeththu Histories
1. (en) The Wraiths of Will and Pleasure, 2003
2. (en) The Shades Of Time And Memory, 2004
3. (en) The Ghosts of Blood and Innocence, 2005

#### Wraeththu novellas
1. (en) The Hienama: A Story of the Sulh, 2005
2. (en) The Student of Kyme, 2008

#### Divers
- (en) Grimoire Dehara, 2005
- (en) From Enchantment to Fulfilment, 2005Écrit avec Gabriel Strange et Lydia Wood.
- (en) Wraeththu: the picture book, 2005Écrit avec Marja Kettner.
- (en) Paragenesis: Stories of the Dawn of Wraeththu, 2010Écrit avec Wendy Darling.

### La trilogie Grigori
1. (en) Stalking Tender Prey, 1995
2. (en) Scenting Hallowed Blood, 1996
3. (en) Stealing Sacred Fire, 1997

### La trilogie Magravandias
1. (en) Sea Dragon Heir, 1998
2. (en) The Crown of Silence, 2000
3. (en) The Way of Light, 2001

### Artemis
1. (en) The Monstrous Regiment, 1990
2. (en) Aleph, 1991

### Romans indépendants
- (en) Hermetech, 1991
- (en) Burying the Shadow, 1992Publié en français en deux volumes, Enterrer l’ombre et Exhumer l’ombre, par les éditions L'Oxymore en 2001
- (en) Sign for the Sacred, 1993
- (en) Calenture, 1994
- (en) Three Heralds of the Storm, 1997
- (en) Thin Air, 1999
- (en) The Thorn Boy, 1999
- (en) The Oracle Lips, 1999
- (en) The Thorn Boy and Other Dreams of Dark Desire, 2003
- Cœur d'argent, Fleuve noir, 2005 ((en) Silverheart, 2000)Écrit avec Michael Moorcock.

### Essais
- (en) The Inward Revolution, 1998Écrit avec Deborah Benstead.
- (en) Bast and Sekhmet: Eyes of Ra, 1999Écrit avec Elouise Coquio.
- (en) Egyptian Birth Signs, 2002

### Anthologies
- Comment la lumière descendit sur la tour, Oxymore, collection Emblèmythiques n° 2, 2000 ((en) How enlightenment came to the tower, 1991)  (ISBN 978-2913939035)in Il était une fée
- L'ange du vent de haine, Oxymore, collection Emblèmythiques n° 1, 1999 ((en) Angel of the Hate Wind, 1997)in Ainsi soit l'ange
- Les îles de rouille, Oxymore, collection Emblèmythiques n° 8, 2003 ((en) The Rust Islands, 1997)in Cités perdues
- Le visage de Sekt, Oxymore, collection Emblèmythiques n° 4, 2003 ((en) The Face of Sekt, 2000)in Chimères - 15 récits d'animaux fabuleux